# James McConnell
James Rogers McConnell, född 14 mars 1887 i Chicago Illinois död 19 mars 1917 i Petit-Détroit Frankrike, var en amerikansk frivilligpilot i första världskriget. 
McConnell studerade först vid Morristown School i New Jersey Därefter fortsatte han sina studier vid Haverford School i Pennsylvania och University of Virginia. Efter studierna arbetade han inom flera verksamhetsområden i New York fram till 1912 då han anställdes som representant för Randolph and Cumberland Railroad i North Carolina. När kriget bröt ut, arbetade han med markprospektering för nya järnvägslinjer. Då han fick höra om tyskarnas överlägsenhet, bestämde han sig för att söka sig till Frankrike. Marken och kullarna i North Carolina skulle ju finnas kvar för evigt, men kriget har ett slut, skrev han i sin bok Flying for France. När han nådde Frankrike tjänstgjorde han från februari 1915 till december samma år vid American Field Service som ambulansförare i Beauvais och Pont-à-Mousson. I oktober 1915 ansökte han att få komma till franska flygvapnet och han genomgick flygutbildning i Pau och Plessis-Belleville. Han utnämndes till sergeant och kommenderades till det nyuppsatta Escadrille Lafayette 20 april 1916. Där fick han flyga med piloter som Lufbery, Rockwell, Prince och Chapman för att få stridserfarenhet. Han start vid förbandet var kantat av motgångar. Han blev utan flygplan på grund av en olycka i Luxeuil och samma sak hände när han skulle vara med på sitt första uppdrag över Verdun. Hans tur vände. Vid en flygning stötte han på sex tyska flygplan och efter en lång luftduell återvände han oskadad, men med ett perforerat flygplan, till basen.
I augusti sköt han och Lufbery ner ett tvåsitsigt tyskt spaningsflygplan och fick sin första halva krediterade luftseger. Några veckor senare genomförde han en landning i mörker. Han satte han ner flygplanet något hårt och skadade ryggen vilket tvingade honom till en längre sjukhusvistelse. Trots att han inte var frisk för att återgå till aktiv tjänst, återvände han till Escadrille Lafayette 10 mars 1917. Tillsammans med piloterna Genet och C.C. Johnson gav han sig 19 mars ut på en spaningsflygning över Détroit Bleu, där tyskarna evakuerade civilbefolkningen till Neuville, för att sedan kunna spränga alla byggnader före sin reträtt. Medan de flög anfölls de av tre tyska jaktflygplan. Genet lyckades skjuta ner en fiende men blev själv sårad. Det sista Johnson såg av McConnell var att han förföljdes av ett tyskt flygplan. Senare kom det fram att det var två flygplan som anföll McConnell. Efter en desperat luftstrid havererade McConnell mot marken, där han omkom. Tre dagar senare besatte den franska armén Petit-Détroit och McConnell begravdes på platsen där han stupat i en kista tillverkad av dörrar från förstörda hus.  
Det franska 165 infanteriregementet reste ett monument vid platsen med stenar från raserade hus. Senare kom folk från Escadrille Lafayette och hämtade kvarlevorna, för att begrava dem tillsammans med andra stupade från Escadrillen på begravningsplatsen Lafayette Memorial nära Marne-la-Coquette
Postumt tilldelades han medaljen Croix de Guerre.